# يوتيوب التعليم
يوتيوب التعليم (بالإنجليزية: YouTube EDU) هو مجموعة منتقاة من مئات آلاف الفيديوهات التعليمية الجيدة وحسب التعريف المقدم في الموقعwh
يجمع يوتيوب التعليمي المتعلمين والمعلّمين معًا في فصل دراسي عام عبر الفيديو. في، ويتيح الدخول إلى مجموعة واسعة من مقاطع الفيديو التعليمية بداية من المحاضرات الأكاديمية وحتى الأحاديث الإلهامية وكل ما يتخلل ذلك.

## المعرفة
يوجد في يوتيوب التعليمي دروس قصيرة من كبار المعلمين في أنحاء العالم ودورات تعليمية كاملة من الجامعات العالمية الرائدة ومواد للتطوير المهني من المعلمين ومقاطع فيديو ملهمة من رائدي الفكر العالمي 

## إنشاء
يمكن إنشاء فصل عالمي على يوتيوب التعليمي عن طريق إنشاء مقاطع فيديو تعليمية ثم تحميلها إلى قناة خاصة في YouTube. كما يمكن ترشيح قناة لتضاف إلى يوتيوب التعليمي من خلال استمارة جاهزة.

## تعليم
قد تستخدم مقاطع فيديو YouTube لإثراء دروس الفصل الدراسي. وإطلاق محادثة في الصف، لإضافة شيء من الحيوية إلى المفاهيم النظرية. كما أن الدخول إلى عقل المتعلم عن طريق الوسائل البصرية أمر ثابت المردود. وهنالك نماذج لمساهمة المعلمين في دمج الفيديو في دروسهم يمكن التعلم منها، وهذا الموقع يتيح الانضمام إلى مجتمع معلمي YouTube
أقسام الفيديو حسب المستوى الدراسي
- قسم المرحلة الابتدائية - الثانوية [4]
- قسم التعلم مدى الحياة
- قسم المرحلة الجامعية [5] وله أقسام الاختصاص:elbouazzaoui tahir
  - العلوم
  - الرياضيات
  - الهندسة
  - تجارة

## YouTube للمؤسسات التعليمية
تتوفر آلاف من مقاطع الفيديو التعليمية على يوتيوب التعليمي يمكن وضع مجموعات منها على شبكة المدرسة الداخلية بالاشتراك يوتيوب المؤسسات التعليمية بحساب خاص باسم المدرسة له مشرف ومدرسين في YouTube for Schools.